# 벨몬드 리미티드
벨몬드 리미티드(Belmond Limited, 이전 명칭: 오리엔트-익스프레스 호텔스 리미티드/Orient-Express Hotels Ltd)는 전 세계의 고급 호텔, 열차 서비스, 리버 크루즈를 운영하는 숙박 레저 기업이다. 2015년 기준으로, 이 기업은 35개 디럭스 호텔, 7개 관광객 열차, 3개의 리버 크루즈와 식당을 22개국에 보유하였다.

## 역사
이 기업은 £900,000 비용으로 기네스 가로부터 베니스의 Hotel Cipriani 인수와 함께 1976년 미국의 기업가 제임스 셔우드에 의해 설립되었다.
2014년 3월 10일, 오리엔트-익스프레스 호텔스 리미티드는 벨몬드로 명칭이 변경되었고 2014년 7월 1일, 벨몬드의 지주 회사의 이름 또한 벨몬드 리미티드로 변경되었다.